# Référendum sur l'indépendance de Bougainville
Un référendum sur l'indépendance de la Région autonome de Bougainville est organisé du 23 novembre au 7 décembre 2019 dans cette région de Papouasie-Nouvelle-Guinée. Le vote découle de l'accord de paix de 2001, qui a mis fin à dix années de conflit armé sur ce territoire.
Le résultat du scrutin est légalement non contraignant. Il doit être suivi d'un débat au Parlement de Papouasie-Nouvelle-Guinée, puis d'un vote sur sa ratification.
Les résultats donnent une écrasante majorité en faveur de l'indépendance, plus de 98 % des Bougainvillois s'étant rendus aux urnes ayant fait ce choix, pour une participation de plus de 87 %. Il s'ensuit une phase de consultation entre les représentants de la région et ceux du pouvoir central qui aboutit en 2022 à la conclusion d'un accord pour une indépendance de Bougainville entre 2025 et 2027. L'accord est cependant toujours en attente de ratification par le parlement.

## Histoire
L'île de Bougainville et les petites îles à proximité, dans l'ouest de l'Océanie, sont peuplées de Papous depuis 28 000 ans, rejoints par des migrants austronésiens il y a quelque 3 500 ans. Elles sont colonisées en 1885 par la Compagnie de Nouvelle-Guinée, pour le compte de l'Empire allemand. Les missionnaires y débutent le processus de christianisation en 1902. À l'issue de la Première Guerre mondiale, qui marque la disparition de l'empire colonial allemand, Bougainville passe sous souveraineté australienne, et est rattachée au Territoire de Nouvelle-Guinée. Au début des années 1970, la compagnie australienne Bougainville Copper entame l'exploitation d'une gigantesque mine de cuivre à Panguna, qui devient la plus grande mine de cuivre à ciel ouvert du monde. Les habitants protestent, à la fois contre les dégâts environnementaux qui en résultent, et contre le peu de retombées économiques pour la population locale. En 1975, la Papouasie-Nouvelle-Guinée obtient son indépendance, ce nouvel État incluant Bougainville, dont les ressources minières sont jugées cruciales pour l'économie du pays. Un mouvement sécessionniste déclare brièvement l'indépendance de Bougainville, de septembre 1975 à août 1976, avant de réintégrer la Papouasie-Nouvelle-Guinée.

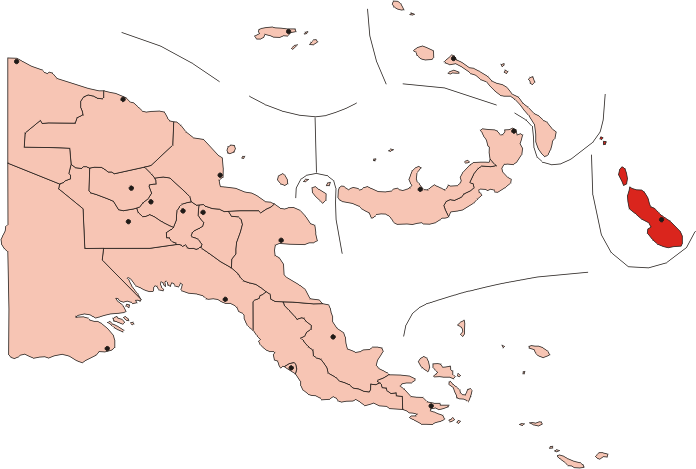
Emplacement de la Région autonome de Bougainville (en rouge) au sein de la Papouasie-Nouvelle-Guinée.

En 1988, les griefs liés à l'exploitation minière amènent Francis Ona et Pepetua Serero (en) à lancer un mouvement de résistance armé : l'Armée révolutionnaire de Bougainville (BRA). La mine est contrainte de fermer l'année suivante. La BRA proclame l'indépendance de Bougainville, se dotant d'un « gouvernement par intérim », dirigé par Francis Ona et Joseph Kabui. Les forces armées de Papouasie-Nouvelle-Guinée investissent le territoire, et imposent un blocus sur l'île : c'est la guerre civile, à la fois entre la BRA et l'armée papou-néo-guinéenne et entre la BRA et des Bougainvillais qui lui sont opposés. Des parties de l'île sont en proie à des groupes criminels armés. Les diverses factions commettent des exactions et des violations des droits de l'homme, notamment contre des civils. La décennie de violences fait près de 20 000 morts.
À partir de 1997, la Nouvelle-Zélande exerce un rôle de médiateur, qui aboutit à un accord de paix le 30 août 2001. L'accord prévoit que Bougainville demeure pour l'heure partie constituante de la Papouasie-Nouvelle-Guinée, mais avec une autonomie fortement accrue, et avec la tenue d'un référendum d'indépendance devant avoir lieu avant 2020. Francis Ona et une faction minoritaire de la BRA refusent l'accord. Ona se déclare « roi de Bougainville » en 2004, mais vit caché et ignoré. Il décède de la malaria en 2005, peu après la tenue d'élections qui mettent en place les institutions de la nouvelle Région autonome de Bougainville. Joseph Kabui, ancien commandant de la BRA, devient le premier président de Bougainville, jusqu'à son décès d'une crise cardiaque en juin 2008. La Région autonome a le contrôle de la mine de Panguna, qui n'est toutefois pas rouverte ; l'accord de paix stipule notamment que les terres et les ressources appartiennent aux populations locales, et les négociations s'avèrent difficiles.

## Institutions de la Région autonome

Drapeau de Bougainville.

De par sa constitution adoptée en 2004, la Région autonome de Bougainville est dirigée par une Chambre des représentants (corps législatif) de 41 membres dont 39 élus au suffrage universel, et par un Conseil exécutif de quatorze membres, principalement choisis parmi les députés. Le président, membre du Conseil exécutif, est élu au suffrage universel, et ne peut pas exercer plus de deux mandats. Les élections législatives et présidentielles ont lieu tous les cinq ans. John Momis a remporté les élections présidentielles de 2010 et de 2015.

## Question
La question posée est :

« Êtes vous d'accord pour que Bougainville accède à : (1) une plus grande autonomie ou (2) l'indépendance ? »

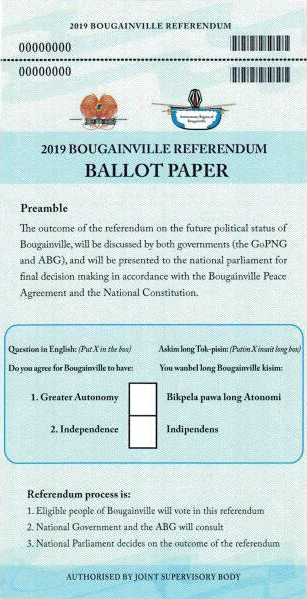
Bulletin de vote utilisé, en anglais et en tok pisin.

Les citoyens sont ainsi invités à indiquer s'ils souhaitent que le Parlement national de Papouasie-Nouvelle-Guinée adopte une loi accordant davantage d'autonomie à la province, ou s'ils souhaitent que ce Parlement accorde l'indépendance à la province. Toutes les personnes majeures ayant la citoyenneté bougainviloise peuvent voter, qu'ils soient résidents de l'île, du reste de la Papouasie-Nouvelle-Guinée ou qu'ils vivent à l'étranger. Peuvent également voter les citoyens de la Papouasie-Nouvelle-Guinée n'ayant pas la citoyenneté bougainviloise mais résidant sur l'île depuis plus de six mois, au plus tard au moment de la clôture des inscriptions sur la liste électorale le 26 septembre. Les électeurs situés à plus de 16 km du bureau de vote le plus proche, ou dont la santé, l'état physique ou la religion ne permettent pas de s'y rendre ont la possibilité d'effectuer un vote par voie postale en en faisant la demande avant le 22 novembre,. Des bureaux de vote tenus uniquement par des hommes sont notamment mis en place pour les adolescents effectuant le Upe, rite de passage à l'âge adulte au cours duquel ils suivent un enseignement associé à une interdiction d'être vus par des femmes, et dont la coiffe éponyme figure sur le drapeau bougainvillois.
Le gouvernement papou-néo-guinéen fournit dans le mois précédant le vote les détails des conséquences de l'un ou l'autre choix. Celui d'une plus grande autonomie mènerait ainsi à un accord politique négocié qui verrait la Papouasie-Nouvelle-Guinée octroyer davantage de pouvoirs au gouvernement de Bougainville, notamment en matière d'aide et d'investissement étrangers, d'établissements de relations et d'accords économiques internationaux avec des États souverains, de contrôle de l'aviation civile sur son territoire et de gestion des ressources des stocks marins de sa zone économique exclusive. Bougainville obtiendrait également plus de pouvoir en matière de levée d’impôts et de taxes.
Le choix de l'indépendance est décrit comme devant également mener à un accord politique négocié qui verrait Bougainville devenir une nation indépendante et souveraine, séparée de la Papouasie-Nouvelle-Guinée et reconnue comme telle en regard des lois internationales. Les documents mis à disposition des électeurs détaillent par ailleurs les principes fondamentaux d'un État souverain, à fin de comparaison avec le statut proposé d'autonomie élargie.

## Préparatifs
La commission de préparation du référendum est présidée par l'ancien Premier ministre irlandais Bertie Ahern.
Initialement prévu pour le 15 juin, le vote est reporté à plusieurs reprises, une première fois au 12 octobre par un accord entre les gouvernements de Bougainville et de Papouasie-Nouvelle-Guinée en raison d'un manque de financement destiné à la préparation du scrutin, et de listes électorales incomplètes, puis, à nouveau au 23 novembre, à la demande de la commission référendaire, une grande partie des fonds promis par le gouvernement national n'ayant pas été versés. Ce dernier, tout comme le gouvernement régional, assure alors qu'aucun nouveau report ne sera mis en œuvre. Un vote étalé sur plusieurs jours est néanmoins jugé probable. Le 28 septembre, il est finalement fixé à la date prévue, mais étalé sur quinze jours, soit du 23 novembre au 7 décembre, pour des résultats rendus publics le 20 décembre au plus tard. La vente d’alcool est par ailleurs interdite du 9 novembre au 19 décembre 2019.
Le long recensement mis en œuvre pour établir les listes électorales des Bougainvillais en âge de voter établis dans la province ou dans le reste de la Papouasie et à l'étranger s'achève le 6 novembre. Le total d'électeurs inscrits sur les listes s'élève à 206 731.
| Électeurs                  | Homme   | Femme   | Sexe non- renseigné | Total   |
| -------------------------- | ------- | ------- | ------------------- | ------- |
| Résidant à Bougainville    | 98 565  | 95 371  | 80                  | 194 016 |
| Résidant hors Bougainville | 6 846   | 5 844   | 25                  | 12 715  |
|                            |         |         |                     |         |
| Total                      | 105 411 | 101 215 | 105                 | 206 731 |

## Déroulement
Le scrutin a lieu dans le calme,. Un total de 249 urnes dont 33 hors province sont collectées et scellées en présence d'assesseurs et d'observateurs papou-néo-guinéens, bougainvillois et internationaux ainsi que des forces de l'ordre avant d'être acheminées par avion au siège de la commission électorale à Port Moresby, la capitale de Papouasie-Nouvelle-Guinée. Gardées sous surveillance, les urnes sont ouvertes une par une selon la même procédure après vérification des scellés, laissant place au dépouillement qui doit alors s'étaler du sept au vingt décembre,.

## Résultat
Les résultats officiels, attendus pour le 20 décembre au plus tard, sont rendus publics par le président de la Commission référendaire de Bougainville, Bertie Ahern, le 11 décembre.
| Choix                     | Choix                     | Votes   | %     |
| ------------------------- | ------------------------- | ------- | ----- |
|                           | Indépendance              | 176 928 | 98,31 |
|                           | Autonomie accrue          | 3 043   | 1,69  |
|                           |                           |         |       |
| Votes valides             | Votes valides             | 179 971 | 99,39 |
| Votes blancs et invalides | Votes blancs et invalides | 1 096   | 0,61  |
| Total                     | Total                     | 181 067 | 100   |
| Abstentions               | Abstentions               | 25 664  | 12,41 |
| Inscrits/Participation    | Inscrits/Participation    | 206 731 | 87,59 |

| Votes pour l'indépendance (98,31 %) |
| ▲                                   |
| Majorité absolue                    |

## Analyse
L'annonce des résultats est accueillie par des effusions de joie dans l'archipel. Le président régional, John Momis, se félicite du choix exprimé par la population de l'archipel : « Maintenant, nous nous sentons libérés, au moins psychologiquement ».
La conduite du référendum, dans le calme et le respect des procédures démocratiques, est saluée par les observateurs internationaux. Le secrétaire général de l'Organisation des Nations unies, António Guterres, salue ainsi « l’organisation réussie du référendum » avant de féliciter les autorités et les électeurs « pour leur dévouement et la conduite pacifique du processus » et d'appeler à une poursuite des négociations inclusive et constructive.
L'ampleur de la victoire des indépendantistes leur permet d'espérer atteindre leur objectif à court terme, là où un résultat plus ambigu aurait pu être mis en avant par la Papouasie pour freiner grandement le processus. Cette dernière redoute en effet que l'indépendance entraîne une montée des revendications autonomistes des provinces avoisinantes, notamment celles de Nouvelle-Bretagne orientale et de Nouvelle-Irlande. Puka Temu, Ministre dédié à Bougainville au sein du gouvernement national qualifie ainsi le résultat de « crédible » mais demande aux électeurs de laisser suffisamment de temps au reste du pays pour « digérer ce résultat ». Le Premier ministre James Marape reconnait les résultats du scrutin dès leur annonce, assurant la population de l'archipel que le gouvernement a « entendu leur voix », tout en se contentant de réaffirmer la volonté de son gouvernement de mettre en œuvre une paix durable, en concertation avec les autorités bougainvilloises.
Si les résultats du référendum rendent politiquement intenable une opposition du gouvernement central à l'indépendance de Bougainville, celle-ci doit malgré tout être soumise à ratification au Parlement national, à qui revient la décision finale, en accord avec les étapes définies dans l'accord de paix de 2001. De longues négociations avec le gouvernement autonome sont attendues, étalant le processus d'indépendance sur plusieurs années. Les difficultés financières de l'île, pauvre en infrastructures malgré les richesses minières, devront notamment être surmontées par les nouvelles autorités. Une phase de consultation est menée jusqu'en mars 2020 après une période de quarante jours à l'issue de laquelle aucun recours contre le processus n'est déposé, toutes les parties validant les résultats du référendum. Les deux gouvernements commencent le mois suivant l'élaboration d'une feuille de route pour le règlement de la transition. En l'absence de recours après quarante jours, il est procédé à la destruction des bulletins de vote,.

## Conséquences

### Négociations
Les travaux de la commission référendaire établie pour l'occasion prennent officiellement fin le 4 juin 2020 avec la remise de son rapport au Premier ministre James Marape par le président de la commission, Bertie Ahern. Ce dernier qualifie à cette occasion le scrutin d'« engagement inébranlable pour la paix, par des moyens pacifiques ». Après avoir remercié la commission pour le succès de l'organisation du référendum, James Marape précise que les négociations s'étaleront dans le temps de manière à impliquer l'ensemble du pays, et fait part de la détermination de son gouvernement à accorder davantage d'autonomie aux autres régions du pays afin de conserver son unité, espérant que le référendum n'encouragera pas à davantage de sécessions. Deux millions de kinas prévus au budget du scrutin mais inutilisés sont notamment ré-alloués au développement de la région,.
Un processus de négociations entre le gouvernement bougainvillois et celui national est prévu pour une période d'un an à l'issue de laquelle le parlement de Papouasie-Nouvelle-Guinée doit voter sur la question. Cette période doit débuter après le renouvellement du gouvernement régional lors des élections présidentielle et législatives de 2020. Initialement prévue pour juin 2020, ces dernières sont cependant reportées au 23 septembre en raison de la pandémie de Covid-19, retardant le processus,. L'un des anciens commandants de l'Armée révolutionnaire de Bougainville, Ishmael Toroama, remporte la présidentielle et entre en fonction le 25 septembre suivant.
La mise en place du nouveau gouvernement mené par Toroama permet aux négociations sur l'indépendance de débuter le 17 mai 2021 en présence de représentants de l'ONU. La réunion intervient 31 ans jour pour jour après la cérémonie de déclaration unilatérale pour l'indépendance de Bougainville organisée par Francis Ona à Arawa. Le président bougainvillois annonce espérer une indépendance dans les quatre ans, afin que les élections prévues pour juin 2025 soient celles du président et du parlement d'un pays devenu indépendant. Il se heurte cependant aux réticences du gouvernement central du Premier ministre James Marape qui, met en avant ses craintes d'un effet domino menant au morcellement de la Papouasie-Nouvelle Guinée. Tout en annonçant respecter le résultat du référendum, Marape souligne l'absence de calendrier officiel contraignant dans l'accord de paix de 2001,. Rejetant toute autre aboutissement que celui de l'indépendance, Toroama met en avant la bonne volonté des autorités régionales bougainvilloises qui ont procédé comme convenu au cours des vingt dernières années à un arrêt des violences et au désarmement de l'armée de libération,.
En parallèle des négociations, Toroama procède à la mise en place courant juin de la « Mission prêts pour l'indépendance » chargée de préparer le pays district par district à une autonomie totale d'ici à 2022,.

### Pacte d'Era Kone
Les négociations finissent par aboutir à la conclusion d'un accord de principe le 7 juillet 2021. Celui ci prévoit l'indépendance effective de Bougainville au maximum en 2027, avec un échelonnement du processus sur plusieurs années afin de permettre à la Papouasie-Nouvelle Guinée de procéder à des amendements constitutionnels et à Bougainville de rédiger sa propre constitution. Les négociations s'enlisent par la suite sans que le processus évoqué ne soit confirmé par la voie parlementaire, ce qui amène Toroama a s'en plaindre publiquement le 10 décembre 2021 lors d'un discours tenu à l’occasion de la troisième réunion de consultation commune. Trois jours plus tard, Toroama et Marape signent une déclaration commune confirmant le processus devant conduire à une indépendance de Bougainville entre 2025 et 2027, avec la présentation devant les deux gouvernements d'une feuille de route avant le 31 janvier 2022. Cette dernière doit être mise en œuvre à partir du 31 mars suivant, sous réserve d'un avis favorable des deux gouvernements,. Le gouvernement autonome de Bougainville et le gouvernement de Papouasie-Nouvelle-Guinée finalisent en avril 2022 le Pacte d'Era Kone qui expose les mécanismes par lesquels le Parlement de Papouasie-Nouvelle-Guinée doit ratifier les résultats du référendum. Selon les termes de l'accord, le processus de ratification devrait commencer en 2023 avec une indépendance effective au plus tôt en 2025 et au plus tard en 2027.
La ratification de l'accord est cependant repoussée à début 2024. Si James Marape assure faire de cette question la priorité de son gouvernement, il considère qu'il s'agit d'un problème d'ordre constitutionnel, et qu'en conséquence l'accord doit être approuvé par le Parlement à la majorité qualifiée des deux tiers — et non seulement à la majorité absolue — suivis d'un référendum national. Cette interprétation de la constitution est remise en question par Ishmael Toroama, qui accuse le gouvernement de ralentir sciemment le processus d'indépendance. La possibilité d'un rejet lors du vote ou du référendum national rend par ailleurs incertaine son issue, menaçant la stabilité acquise depuis l'accord de paix de 2001,.
En avril 2024, le Premier ministre de Papouasie-Nouvelle-Guinée, James Marape, déclare que son gouvernement se prépare à proposer des instruments pour mettre en œuvre les résultats du référendum au Parlement de Papouasie-Nouvelle-Guinée.

## Suites
En cas de reconnaissance par la communauté internationale au terme d'une indépendance bilatérale, Bougainville devrait devenir le 194e membre des Nations unies.